# آناپلاستولوژی
آناپلاستولوژی (به انگلیسی: Anaplastology) شاخه‌ای از پزشکی است که به توانبخشی موارد از بین رفتن، آسیب‌دیدگی یا نامناسب بودن ذاتی قسمت‌های مهم صورت یا بدن بوسیلهٔ اندام‌های ساختگی می‌پردازد.